# Шарль Ефруссі
Шарль Ефруссі (нар. 24 грудня 1849, Одеса — 30 вересня 1905, Париж, Франція) — французький меценат, мистецтвознавець, художній критик, редактор і видавець з єврейської банкірської династії Ефруссі.

## Біографія
Онук засновника династії Е. А. Ефруссі, Карл Ефруссі народився і провів перші десять років життя в Одесі, де його дід до середини XIX століття став найбільшим експортером пшениці з Росії до Європи. З 1850-х років діти засновника династії, Леон та Ігнац, направляються для розширення торгівлі та створення міжнародних фінансових будинків в Європу. Спочатку був створений філіал сімейного бізнесу в Відні, де Шарль жив в колі сім'ї до свого двадцятиріччя.
До 1871 року бізнес був розширений, і молодша гілка родини — батьки Шарля і всі їхні діти — переїхали в район французької столиці, на Рю де Монсо (Rue de Monceau), будинок 81. Старший з трьох синів Леона успадковує родинну справу, ставши на чолі вже успішної паризької компанії. Будучи молодшим з братів, Шарль виявився вільний у виборі занять; маючи художні схильності, для знайомства з шедеврами епохи Відродження він відправляється в річну подорож по Італії, де вперше долучається до колекціонування предметів мистецтва.
Повернувшись в Париж, Шарль відвідує світські салони, заводить знайомства в художньому світі і починає писати критичні статті та огляди для «Відомостей витончених мистецтв», «Газетт де Бозар» (Gazette des Beaux-Arts), власником і редактором якої він, вже будучи помітною фігурою в суспільстві, стане в 1885 році, видає повноваге дослідження «Альбрехт Дюрер і його малюнки» (Albert Durer et ses dessins), збирає велику колекцію японського мистецтва, що включає зокрема 264 нецке.
З початку 80-х років Шарля Ефруссі привертає імпресіонізм, він — один з перших найбільших збирачів цього авангардного для свого часу мистецтва: його приватна колекція включала роботи Ренуара, Моне, Мане, Сіслея, Піссарро, Дега, Морізо, — всього близько сорока полотен. Протягом кількох літніх місяців 1881 року його особистим секретарем служив поет-символіст Жюль Лафорг. Шарль Ефруссі був першим замовником Пруста. Свою передмову до перекладу «Амьєнської біблії» Раскіна Пруст починає з посвяти: «Месьє Шарлю Ефруссі, який завжди такий добрий до мене».
У 1891 році Шарль разом з братом Ігнацієм переїхав в особняк на авеню де Йена (Avenue d'Iéna), будинок 11 (будинок не зберігся). За внесок в розвиток мистецтва був нагороджений орденом Почесного легіону.
З 1894 року, коли французьке суспільство виявилося розколоте справою Дрейфуса, сім'я Ефруссі стає мішенню для антисемітського цькування. Багато з художників, яким Шарль ще вчора був покровителем, відвертаються від свого мецената. Перед ним зачиняються двері аристократичних салонів. В цей останній період життя Шарль майже перестає купувати живопис, менше пише, але продовжує виконувати обов'язки в «Газетт де Бозар». Шарль помер у віці 55 років. До кінця своїх днів він залишався холостяком і заповідав майно племінниці Фанні та її чоловікові Теодору Рейнаку (Théodore Reinach).
Доля уцілілої і належної до наших днів нащадкам Ефруссі колекції з 264-х нецке простежена двоюрідним правнуком Шарля, Едмундом де Ваалем (Edmund de Waal) в його книзі «Заєць з бурштиновими очима» (2010). Став одним з персонажів виставки, присвяченій сімейству Ефруссі, в віденському Єврейському музеї в 2020 році.

## Художні відображення
На картині Ренуара «Сніданок веслярів» Шарль, звернений спиною до глядача, зображений в чорному костюмі і циліндрі. Поряд з Шарлем Хаасом (Charles Haas (1833-1902)) Шарль Ефруссі вважається одним із ймовірних прототипів Свана в циклі романів Марселя Пруста «У пошуках втраченого часу».